# Chrysopa polonica
Chrysopa polonica là một loài côn trùng trong họ Chrysopidae thuộc bộ Neuroptera. Loài này được Lurie miêu tả năm 1898.